# 멋쟁이딱정벌레
멋쟁이딱정벌레는 식육아목 딱정벌레류에 속한다. 비슷한 종류로는 홍단딱정벌레, 멋조롱박딱정벌레 등이 있다. 홍단딱정벌레와의 차이점은 딱지날개 위의 혹줄이 훨씬 가늘고 길며 높이도 비교적 일정한 점이다. 양코브스키딱정벌레라고도 한다.

## 특징
머리는 길고 앞머리 부분은 흑색이며 주름살 무늬가 많다. 뒷머리 부분은 홍록색의 점무늬가 많다. 딱지날개는 점무늬가 밀포하였고, 녹색을 띤 흑색으로 양쪽은 금빛이 도는 녹색 광택이 난다. 막질의 뒷날개는 거의 없다. 뒷날개가 퇴화되어 날지 못하지만 빠른 발로 먹잇감을 사냥한다.

## 생태
이 종은 산지별로 빛깔과 크기의 변이가 많다. 대부분 흙 속에서 성충으로 월동하는데, 유충인 경우는 종령 유충으로 월동하고 이른 봄에 번데기로 변해 5월 중순에는 성충이 된다.

## 성충
몸길이는 28~40mm로 등의 색은 옅은 검은색이며 테두리에 금속 광택이 난다. 성충은 6~8월 여름에 많이 활동하며 주로 산의 숲 속에서 관찰된다.

## 분포
한반도, 제주도, 중국, 시베리아 등

## 한국의 아종
- Coptolabrus jangkowskii 멋쟁이딱정벌레
  - C, j, chindoensis Kwon at Park, 1989 진도멋쟁이딱정벌레
  - C, j, obtusipennis Ishikawa et Kim, 1983 지리멋쟁이딱정벌레
  - C, j, fusanus Born, 1907 부산멋쟁이딱정벌레
  - C, j, jankowskii Oberthur, 1883 멋쟁이딱정벌레
  - C, j, kangwonensis Kwon et Lee, 1983 강원멋쟁이딱정벌레
  - C, j, kojensis Kurosawa et Kudo, 1980 거제멋쟁이딱정벌레
  - C, j, quelpartianus Hauser, 1932 제주멋쟁이딱정벌레